# قوى بوروندي الشعبية
قوى بوروندي الشعبية (بالفرنسية: Forces populaires du Burundi، وتُعرف اختصاراً: FPB) هي ميليشيا متمردة من بوروندي معارضة لنظام الرئيس البوروندي بيير نكورونزيزا، وتتخذ من جمهورية الكونغو الديمقراطية موقعا لأنشطتها. تأسست المجموعة عام 2015 عقب محاولة الانقلاب الفاشلة على حكومة نكورونزيزا في شهر مايو عام 2015 وما تبع ذلك من فترة الاضطرابات التي دخلت فيها البلاد. وكانت تُعرف سابقاً باسم قوى بوروندي الجمهورية.
جندت المجموعة عناصرها من الجنود السابقين الذين سُرِحوا من الجيش البوروندي في أعقاب الانقلاب وذهب كثير منهم إلى شرقي الكونغو الديمقراطية وقدِم بعض المجندين من مخيم لوسيندا للاجئين الواقع في الكونغو الديمقراطية. ينتمي معظم أعضاء الفصيل إلى إثنية التوتسي، كما وتنتمي أقلية ملحوظة إلى إثنية الهوتو. وقاد المجموعة جيريمي نتيرانيباغيرا منذ الإعلان عن تأسيسها واستلم إدوارد نشيميريمانا إدارة المجموعة. ويُعروف نشاطها في إقليم فيزي وإقليم أوفيرا الواقعان بمقاطعة كيفو الجنوبية في جمهورية الكونغو الديمقراطية بالقرب من الحدود البوروندية. تعاونت المجموعة مع فصيل مقاومة من أجل حكم القانون-تابارا (RED-Tabara) البوروندي والعديد من أعضاء المجموعة انشقوا فيما بعد لينضموا إلى قوى بوروندي الشعبية. كما توجد مزاعم تفيد بأن المجموعة كانت قد حصلت على دعم من جانب حكومة الكونغو الديمقراطية التي يتولى جوزيف كابيلا منصب رئاسة الجمهورية فيها، كما يُحتمل حصولها على دعم رواندي أيضاً. وأعلنت المجموعة في أغسطس 2017 عن تغيير اسمها في ضوء إعادة تنظيم صفوفها.